# بگذار زشت‌ها بمیرند
بگذار زشت‌ها بمیرند (اسپانیایی: Que se mueran los feos‎) یک فیلم کمدی عاشقانه اسپانیایی است که در سال ۲۰۱۰ منتشر شد.

## گزیدۀ بازیگران
- خاویر کامارا[۱]
- کارمن ماچی[۱]
- اوگو سیلبا[۲]
- خولیان لوپس[۳]
- اینگرید روبیو[۴]
- تریستان اوجوا[۴]
- ماریا پخالته[۲]
- خوان دیه‌گو[۲]